# Сера ди Мајоло (Римини)
Сера ди Мајоло је насеље у Италији у округу Римини, региону Емилија-Ромања.
Према процени из 2011. у насељу је живело 273 становника. Насеље се налази на надморској висини од 597 м.